# Karl Schawerda
Karl Schawerda, född den 4 februari 1869 i Újezd u Brna, död den 11 september 1945 i Wien, var en tjeckisk-österrikisk entomolog specialiserad på fjärilar. 
Hans samling på 50 000 exemplar finns mestadels bevarad på Naturhistorisches Museum i Wien, en mindre del, huvudsakligen palearktiska mikrofjärilar, på Übersee-Museum i Bremen.
Auktorsnamnet Schawerda kan användas för Karl Schawerda i samband med ett vetenskapligt namn inom zoologin; se Wikipedia-artiklar som länkar till auktorsnamnet.